# Portugal na Universíada de Verão de 2021
Portugal participou da Universíada de Verão de 2021, que aconteceu em Chengdu, na China, entre 28 de julho e 8 de agosto de 2023.
Foram 44 atletas — 23 masculinos e 21 femininos — em nove modalidades olímpicas.

## Competidores
Estas foram as modalidades e atletas que disputaram a edição:
| Esporte             | Masculino | Feminino | Total |
| ------------------- | --------- | -------- | ----- |
| Atletismo           | 4         | 3        | 7     |
| Basquetebol         | 0         | 12       | 12    |
| Esgrima             | 1         | 1        | 2     |
| Ginástica artística | 1         | 0        | 1     |
| Ginástica rítmica   | 0         | 1        | 1     |
| Judô                | 2         | 0        | 2     |
| Natação             | 2         | 2        | 4     |
| Tênis               | 2         | 2        | 4     |
| Voleibol            | 11        | 0        | 11    |
| Total               | 23        | 21       | 44    |

## Medalhas

### Medalhistas
Estes foram os medalhistas desta edição:
| Medalha | Esporte   | Atleta          | Prova                             |
| ------- | --------- | --------------- | --------------------------------- |
| Ouro    | Atletismo | João Coelho     | Masculino – 400m                  |
| Ouro    | Atletismo | Mariana Machado | Feminino – 5 000m                 |
| Ouro    | Natação   | Gabriel Lopes   | Masculino – Nado Crawl – 200m     |
| Prata   | Atletismo | Eliana Bandeira | Feminino – Arremesso de peso      |
| Prata   | Atletismo | Decio Andrade   | Masculino – Lançamento de martelo |
| Prata   | Natação   | Camila Rebelo   | Feminino – Nado Costas – 100m     |
| Prata   | Natação   | Camila Rebelo   | Feminino – Nado Costas – 200m     |

### Por modalidade
Estes foram as medalhas por modalidade nesta edição:
| Esporte   | Medalha de ouro | Medalha de prata | Medalha de bronze | Total de medalhas |
| --------- | --------------- | ---------------- | ----------------- | ----------------- |
| Atletismo | 2               | 2                | 0                 | 4                 |
| Natação   | 1               | 2                | 0                 | 3                 |
| Total     | 3               | 4                | 0                 | 7                 |